# Carnage (диджей)
Диаманте Энтони Блэкмон (род. 3 января 1991, Гватемала), более известный под своими сценическими псевдонимами Carnage и El Diablo — гватемальско-американский диджей и музыкальный продюсер. Carnage известен своими живыми выступлениями на крупных музыкальных фестивалях, таких как Tomorrowland и Ultra Music Festival, и его хитами «Bricks» совместно с хип-хоп-коллективом Migos и «I Like Tuh» при участии ILoveMakonnen.

## Ранняя жизнь
Диаманте Энтони Блэкмон родился 3 января 1991 года в Гватемале. Музыкальное видео «Leting People Go» рассказывает о путешествии его семьи из Никарагуа, через Гватемалу и через южную границу США в качестве нелегальных иммигрантов. Он вырос во Фредерике, штат Мэриленд, США. Он учился в средней школе Уолкерсвилла, штат Мэриленд. Его одноклассники вспоминают придуманный им слоган — «Carnage in Da Building», который также можно услышать от зрителей во время его выступлений.

## Карьера
Carnage зарекомендовал себя в жанре EDM, сотрудничая с такими диджеями, как Steve Aoki и Borgore и имея гостевые участия от Lil Pump, Migos, Mac Miller и других популярных исполнителей.
В октябре 2015 года Carnage выпустил свой дебютный студийный альбом Papi Gordo, который занял 184 позицию в американском чарте Billboard 200. Альбом включает в себя 15 песен, среди которых «Touch», «Bricks» и «November Skies».
В апреле 2018 года Carnage выпустил свой второй студийный альбом Battered Bruised & Bloody. Он включает в себя 13 песен, среди которых «Learn How to Watch», «Plur Genocide» и «Waterworld». Трек «I Shyne» вместе с Lil Pump достиг 49 позиции в американском чарте Billboard Hot R&B/Hip-Hop Songs.

## Награды и номинации
| Год  | Награда | Номинированная работа | Категория       | Результат |
| ---- | ------- | --------------------- | --------------- | --------- |
| 2014 | DJ Mag  | Carnage               | Топ 100 диджеев | № 63      |
| 2015 | DJ Mag  | Carnage               | Топ 100 диджеев | № 88      |
| 2016 | DJ Mag  | Carnage               | Топ 100 диджеев | № 84      |
| 2017 | DJ Mag  | Carnage               | Топ 100 диджеев | № 78      |

## Дискография

### Студийные альбомы
| Papi Gordo                                                                               | - Ввпущен: 30 октября 2015 - Лейбл: Ultra - Формат: Цифровая загрузка, CD              | 1 | 15 | 1 | 184 |
| Battered Bruised & Bloody                                                                | - Выпущен: 13 апреля 2018 - Лейбл: Heavyweight Records - Формат: Цифровая загрузка, CD | — | —  | — | —   |
| «—» обозначает запись, которая не попала в чарт или не была выпущена на этой территории. |                                                                                        |   |    |   |     |

### Мини-альбомы
| Название                              | Детали                                                                                         |
| ------------------------------------- | ---------------------------------------------------------------------------------------------- |
| Young Martha (совместно с Young Thug) | - Выпущен: 22 сентября 2017 - Лейбл: YSL, 300, Heavyweight Records - Формат: Цифровая загрузка |

### Синглы в чартах
| «I Like Tuh» (при участии ILoveMakonnen)                                                 | 2015 | 29 | —  | - RIAA: золотой | Papi Gordo |
| «November Skies» (при участии Tomas Barfod и Nina Kinert)                                | 2016 | —  | 36 |                 | Papi Gordo |
| «—» обозначает запись, которая не попала в чарт или не была выпущена на этой территории. |      |    |    |                 |            |

### Синглы

#### В качестве ведущего исполнителя
2009
- Flowin (совместно с Foreign Beggars и MRX) (Dented Records)

2012
- Marilyn (Morbit Records)
- Turn Up (совместно с Borgore) (Buygore Records)
- Bang! EP (Fool’s Gold Records)
- Teke Teke (Бесплатная загрузка)
- Loaded (совместно с G-Eazy) (Бесплатная загрузка)

2013
- Incredible (совместно с Borgore) (Spinnin’ Records)
- Signal (совместно с New & Used) (Spinnin’ Records)
- Michael Jordan (совместно с Tony Junior) (Dim Mak Records)
- Mara (совместно с Breaux) (Цифровая загрузка)
- Bang! (Ultra Music)

2014
- Krakatoa (совместно с Junkie Kid) (Musical Freedom)
- Bricks (совместно с Migos) (Ultra Music)
- The Underground (совместно с Alvaro) (Spinnin' Records)
- Let The Freak Out (совместно с Erick Morillo, Mr. V и Harry Romero) (Ultra Music)

2015
- WDYW (при участии Lil Uzi Vert, ASAP Ferg и Rich The Kid) (Ultra Music)
- Toca (при участии Timmy Trumpet и Kshmr) (Ultra Music)
- I Like Tuh (при участии ILoveMakonnen) (Ultra Music)
- November Skies (совместно с Tomas Barfod и Nina Kinert) (Ultra Musi)
- Warrior (совместно с Dirtcaps и Jo Mersa) (Ultra Music)

2016
- Rari (при участии Lil Yachty, Famous Dex и Ugly God)
- Bimma (совместно с Section Boyz)
- Mase In '97 (при участии Lil Yachty)
- PSY Or DIE (совместно с Timmy Trumpet) (Spinnin' Records)

2017
- Homie (при участии Young Thug и Meek Mill)
- Time For The Techno (совместно с VINAI)
- Chupacabra (при участии Ape Drums)
- Xan Man (как Thirty Rack)

2018
- Learn How to Watch (при участии Mac Miller и MadeinTYO)
- I Shyne (совместно с Lil Pump)
- PLUR Genocide (совместно с Steve Aoki featuring Lockdown)
- Motorola (при участии Lil B)
- El Diablo (при участии Sludge)[24]

2019
- Letting People Go (при участии Prinze George)
- Wait For Me (при участии G-Eazy и Wiz Khalifa)
- Blitzkrieg (при участии Nazaar)[25]
- Slot Machine (featuring Prinze George)[26]
- Holy Moly (при участии Terror Bass)[27]
- Nah Nah (совместно с Timmy Trumpet при участии Wicked Minds)[28]

#### В качестве приглашённого исполнителя
2018
- «Mop» (Borgore при участии Gucci Mane и Thirty Rack)[29]

### Ремиксы
2012
- Hardwell — Spaceman (Carnage Festival Trap Remix) (Revealed Recordings)

2013
- Martin Solveig и The Cataracs при участии Kyle — Hey Now (Carnage Remix) (Mixture)
- Borgore — Legend (Borgore and Carnage Remix) (Spinnin' Records)

2014
- Dimitri Vegas & Like Mike и Moguai — Mammoth (Heroes x Villains and Carnage Remix) (Spinnin' Records)

2015
- Avicii — Waiting For Love (Carnage and Headhunterz Remix) (PRMD)